# 2012 (фильм)
«2012» — научно-фантастический фильм-катастрофа режиссёра Роланда Эммериха, вышедший в 2009 году.
В основу названия фильма заложена дата 21 декабря 2012 года, игравшая определённую роль в календаре майя.
Дистрибьютор — Columbia Pictures. Производство — Centropolis Entertainment (США).

## Сюжет
В 2009 году американский геолог Эдриан Хелмсли приезжает в Индию к своему другу, астрофизику Сатнаму Цурутани, который проводит исследования в медном руднике глубиной 3,5 км и обнаруживает, что поток нейтрино, вызванный небывалой вспышкой на Солнце, разогревает ядро Земли, причём температура растёт очень быстро. Хотя Эдриан замечает, что подобное невозможно, так как нейтрино не взаимодействуют с веществом Земли, Сатнам предполагает, что нейтрино во вспышке преобразуются в новый вид частиц, который и оказывает влияние на ядро Земли, разогревая его. Через 20 часов Эдриан, вернувшись в Вашингтон, информирует Карла Анхойзера, главу администрации президента, и самого президента США Томаса Уилсона о том, что этот разогрев вызовет цепочку событий, которая неминуемо приведёт к глобальному катаклизму.
На саммите G8 в 2010 году, сопровождающимся акциями протеста и беспорядками, президент США в отсутствие посторонних (даже переводчиков) информирует лидеров других государств о предстоящей катастрофе. Они решают начать секретный проект по обеспечению сохранения человеческой расы в лице стратегически выбранных 400 000 человек; их разместят на специально построенных в горах Китая гигантских кораблях, названных «ковчегами». Для финансирования проекта было разрешено продавать «билеты» богатым людям по цене 1 миллиард евро за человека. В 2011 году начинается отбор произведений искусства, которые переживут катастрофу. Среди них картина Леонардо да Винчи «Мона Лиза»; при отправке её заменяют на идентичную копию. Эвакуация проводится дочерью президента США Лорой Уилсон под прикрытием сохранения произведений искусств от «фанатиков».
В 2012 году (за день до конца света), Лоре звонит директор Лувра Ролан Пикар, который присутствовал при замене «Моны Лизы», с сообщением, что бункеры с перемещёнными картинами пусты, и он собирается сообщить об этом общественности. Однако его машину взрывают в том же туннеле под мостом Альма, где в 1997 году погибла принцесса Диана.
В это же время несостоявшийся писатель-фантаст из Лос-Анджелеса Джексон Кёртис, подрабатывающий водителем лимузина у российского миллиардера Юрия Карпова, забирает своих детей на выходные у своей бывшей жены Кейт, живущей с новым бойфрендом — пластическим хирургом Гордоном Зильберманом, и едет с ними в Йеллоустонский национальный парк.
Их задерживают военные за проникновение на закрытую территорию, но отпускают благодаря вмешательству Эдриана, узнавшего писателя. Позже Кёртис встречает конспиролога Чарли Фроста, путешествующего в фургоне и ведущего прямо из парка Йеллоустон своё собственное радиошоу, посвящённое грядущему концу света, который, согласно предсказаниям майя, должен произойти 21 декабря 2012 года. Чарли Фрост рассказывает Кёртису о том, что мир катится к гибели и что у него имеется карта, на которой отмечено секретное место строительства «ковчегов».
Кёртис с детьми возвращается домой, но в это время по всей Калифорнии начинаются землетрясения и разломы земной поверхности. Кёртис понимает, что Фрост был прав, и арендует небольшой частный самолёт. Он забирает бывшую жену, детей и Гордона, и благодаря навыкам пилота Гордону удаётся взлететь на самолёте с обрушивающейся взлётной полосы. Улетая, они наблюдают, как Лос-Анджелес погружается в Тихий океан.
В то время как сообщается о разрушительных землетрясениях по всей Земле (показывается уничтожение статуи Христа Искупителя в Рио-де-Жанейро), группа летит в Йеллоустонский парк, чтобы забрать карту у Фроста. В парке извергается гигантский вулкан, и Фрост гибнет от попадания в гору, на которой он стоял, огромной вулканической бомбы. Кёртис успевает найти карту в фургоне Фроста и улететь со всеми. Обнаружив, что место постройки ковчегов — Китай, группа приземляется в разрушенном Лас-Вегасе, чтобы найти самолёт, способный перелететь через Тихий океан. Там они встречают Юрия Карпова с сыновьями, любовницей Тамарой и личным пилотом Сашей. Тамара оказывается бывшей пациенткой Гордона. У Карпова есть готовый к взлёту грузовой самолёт «Антонов-500» (советский 6-моторный Ан-225 «Мрия»), на нём он собирался добраться до одного из «ковчегов», на который он уже приобрёл билеты, но для взлёта необходим второй пилот. Им вынужден стать Гордон, и группа улетает вместе с Карповым, едва спасаясь от надвигающегося облака вулканического пепла, накрывающего аэропорт.
Из Вашингтона к «ковчегам» отправляется «борт номер 1», на котором находятся Эдриан, Анхойзер и дочь президента Уилсона Лора. Сам президент отказывается покинуть Вашингтон. Сообщив в своём последнем выступлении правду о начавшейся катастрофе, он погибает вместе со всеми под обломками авианосца «Дж. Ф. Кеннеди», брошенного ударом гигантского цунами на Белый дом. Поскольку вице-президент США погиб в авиакатастрофе близ Питтсбурга (вертолёт попал в облако пепла), а спикер Палаты представителей по неизвестным обстоятельствам не прибыл на самолёт, главой США себя объявляет Анхойзер.
Тем временем выясняется, что премьер-министр Италии тоже остался на родине. Он гибнет из-за обрушения собора Святого Петра, вызванного землетрясением в Ватикане. После подводных землетрясений возникают гигантские цунами, которые вскоре накрывают все континенты.
Кёртис с семьёй и Карповыми летят к «ковчегам». Они собираются дозаправиться на Гавайских островах, но весь архипелаг покрыт лавой из-за извержений вулканов, поэтому пилоты решают приземлиться на воду. Но в результате тектонических сдвигов земной коры и смены положения полюсов путь самолёта в Китай оказывается гораздо короче, чем ожидала группа. Из-за поломки двигателей посадка завершается катастрофой самолёта, в которой гибнет пилот Саша (позже Карпов обвиняет Тамару в том, что тот был её любовником). Остальные участники спасаются, выскочив на ходу из самолёта на автомобиле Bentley. Группу находят вертолёты Народно-освободительной армии Китая (Ми-26), перевозящие на «ковчеги» животных, однако оказывается, что билеты на ковчег есть только у Карпова и двух его сыновей, которых и забирают вертолёты. Оставшихся на дороге подбирает буддийский монах Ньима, везущий на «ковчег» своих бабушку и дедушку. Группа пробирается на корабль через гидравлическую систему закрытия ворот «ковчега» с помощью брата монаха, работавшего на постройке «ковчегов». Один из четырёх готовых «ковчегов» оказывается повреждён в результате землетрясения, и погрузка происходит только на три судна.
Тем временем астрофизик Сатнам Цурутани погибает вместе со своей семьёй в Индии от цунами, успевая перед этим позвонить Эдриану. Оказывается, что цунами гораздо ближе к «ковчегам», чем ожидалось. Поэтому Анхойзер приказывает закрыть ворота «ковчега», не дожидаясь посадки всех людей (несмотря на то, что все они уже заплатили по 1 миллиарду евро за билеты). В этот момент Тамара, которую Карпов видит в закрывающемся входе в гидравлическую систему закрытия ворот «ковчега», на прощание показывает ему средний палец. Эдриану удаётся убедить лидеров «большой восьмёрки» впустить на «ковчеги» оставшихся людей; в механизмы открывающихся погрузочных ворот затягивает Гордона. В давке Юрий Карпов гибнет, сорвавшись с высоты, как и пара десятков других людей; однако он успевает забросить в ворота «ковчега» сыновей. При закрытии ворота блокируются в полуоткрытом состоянии, и в момент удара цунами отсеки около ворот, в которых находятся Кёртис и его спутники, оказываются затоплены и изолированы от остальных отсеков. В воде, заполнившей закрывшийся отсек, гибнет Тамара. Поскольку ворота не закрыты, «ковчег» не может запустить свои двигатели. Следуя указаниям Эдриана, Кёртис и его сын Ной под водой освобождают механизм от блокирования, и ворота закрываются, позволив команде избежать столкновения с горой Эверест.
Когда затопление Земли останавливается, оказывается, что, по данным со спутников, самой высокой точкой Земли стали Драконовы горы на юге Африки. Уцелевшие «ковчеги» отправляются к мысу Доброй Надежды. На 27 день новой эры защитные щиты на палубах открываются, и люди выходят на свежий воздух. Они видят золотистое небо с облаками, скрывающими Солнце. В конце фильма показывается Земля с изменившимися очертаниями материков, крупнейшим из которых становится Африка; на месте же Азии простирается бескрайний океан.

## В ролях
| Актёр                                            | Роль |
| ------------------------------------------------ | --- |
| Джон Кьюсак                                      | Джексон Кёртис (англ. Jackson Curtis) писатель в жанре научной фантастики, подрабатывает водителем лимузина |
| Аманда Пит                                       | Кейт Кёртис (англ. Kate Curtis) бывшая жена Джексона                                                        |
| Чиветел Эджиофор                                 | Эдриан Хелмсли (англ. Adrian Helmsley) геолог, научный советник президента США                              |
| Дэнни Гловер                                     | Томас Уилсон (англ. Thomas Wilson) президент Соединённых Штатов Америки                                     |
| Тэнди Ньютон                                     | Лора Уилсон (англ. Laura Wilson) дочь президента США                                                        |
| Оливер Платт                                     | Карл Анхойзер (англ. Carl Anheuser) глава администрации президента США                                      |
| Том Маккарти                                     | Гордон Зильберман (англ. Gordon Silberman) нынешний бойфренд Кейт, пластический хирург                      |
| Вуди Харрельсон                                  | Чарли Фрост (англ. Charlie Frost) радиоведущий, конспиролог, пророк конца света                             |
| Лиам Джеймс                                      | Ной Кёртис (англ. Noah Curtis) сын Кейт и Джексона                                                          |
| Морган Лили                                      | Лилли Кёртис (англ. Lilly Curtis) дочь Кейт и Джексона                                                      |
| Златко Бурич                                     | Юрий Карпов российский миллиардер из Мурманска, бывший боксёр                                               |
| Беатрис Роузен                                   | Тамара молодая возлюбленная Юрия                                                                            |
| Александр и Филипп Хаусманны                     | Алек и Олег Карповы близнецы, сыновья Юрия                                                                  |
| Йохан Урб                                        | Саша русский пилот                                                                                          |
| Джон Биллингсли                                  | профессор Фредерик Уэст (англ. Frederick West) коллега Эдриана                                              |
| Чинь Хань                                        | Теньцзинь (англ. Tenzin) рабочий в Тибете                                                                   |
| Осрик Чау                                        | Ньима (англ. Nima) буддийский монах, брат Теньцзиня                                                         |
| Чжэн Чжан (англ. Chang Tseng)                    | дедушка Сёнам дедушка Ньимы и Теньцзиня                                                                     |
| Лиза Лу                                          | бабушка Сёнам бабушка Ньимы и Теньцзиня                                                                     |
| Блу Манкума                                      | Гарри Хелмсли (англ. Harry Helmsley) отец Эдриана, джазовый пианист                                         |
| Джордж Сигал                                     | Тони Дельгатто (англ. Tony Delgatto) джазовый басист, коллега Гарри Хелмсли                                 |
| Стивен Макхэтти                                  | капитан Майклз капитан ковчега № 4                                                                          |
| Патрик Бошо                                      | Ролан Пикар (фр. Roland Picard) директор Лувра                                                              |
| Джими Мистри (англ. Jimi Mistry)                 | доктор Сатнам Цурутани (англ. Satnam Tsurutani) индийский астрофизик, друг Эдриана Хелмсли                  |
| Райан Макдональд                                 | Скотти ассистент Эдриана и профессора Уэста                                                                 |
| Меррилин Ганн (англ. Merrilyn Gann)              | канцлер Германии                                                                                            |
| Зинаид Мемишевич (англ. Zinaid (Miki) Memišević) | Сергей Макаренко президент России                                                                           |
| Леонард Тениши (англ. Leonard Tenisci)           | премьер-министр Италии                                                                                      |
| Элизабет Ричард (англ. Elisabeth Richard)        | королева Елизавета II                                                                                       |
| Генри Оу (англ. Henry O)                         | лама Ринпоче                                                                                                |
| Ив Харлоу                                        | кассир |

## Саундтрек
| №   | Название                        | Performer                  | Длительность |
| --- | ------------------------------- | -------------------------- | ------------ |
| 1.  | «Time for Miracles»             | Адам Ламберт               | 4:43         |
| 2.  | «Constellation»                 |                            | 1:30         |
| 3.  | «Wisconsin»                     |                            | 1:14         |
| 4.  | «U.S. Army»                     |                            | 2:20         |
| 5.  | «Ready to Rumble»               |                            | 1:42         |
| 6.  | «Spirit of Santa Monica»        |                            | 1:21         |
| 7.  | «It Ain't the End of the World» | Джордж Сигал и Блу Манкума | 2:52         |
| 8.  | «Great Kid»                     |                            | 2:17         |
| 9.  | «Finding Charlie»               |                            | 1:45         |
| 10. | «Run Daddy Run»                 |                            | 1:14         |
| 11. | «Stepping Into the Darkness»    |                            | 1:35         |
| 12. | «Leaving Las Vegas»             |                            | 1:44         |
| 13. | «Ashes in D.C.»                 |                            | 4:19         |
| 14. | «We are Taking the Bentley»     |                            | 3:43         |
| 15. | «Nampan Plateau»                |                            | 2:51         |
| 16. | «Saving Caesar»                 |                            | 2:09         |
| 17. | «Adrian's Speech»               |                            | 1:41         |
| 18. | «Open the Gates!»               |                            | 2:16         |
| 19. | «The Impact»                    |                            | 1:49         |
| 20. | «Suicide Mission»               |                            | 2:06         |
| 21. | «2012 The End of the World»     |                            | 1:24         |
| 22. | «Collision with Mount Everest»  |                            | 1:09         |
| 23. | «The End is Only the Beginning» |                            | 5:44         |
| 24. | «Fades Like a Photograph»       | Filter                     | 4:19         |

## Съёмки
Съёмки фильма начались в июле 2008 года в Ванкувере (Канада).
Как заявил Эммерих, среди нескольких известных и исторических сооружений мира, выбранных для того, чтобы быть уничтоженными в фильме, была и Кааба в Мекке — место, к которому обращают своё лицо мусульмане всего мира во время молитвы и где во время хаджа совершается обряд таваф. Однако в связи с мнением Клозера, сказавшего, что он не хотел бы, чтобы против него выносилась фетва из-за фильма, Кааба была убрана из списка.
По словам студии, фильм мог бы завершиться летом, но перенос на ноябрь 2008 года давал больше времени для производства.

## Прокат
«2012» должен был быть выпущен 10 июля 2009 года, потом дата релиза была изменена на ноябрь, чтобы иметь большой финансовый успех.
Фильм был выпущен 12 ноября 2009 года в Перу, России и Сингапуре, 13 ноября 2009 года — в Швеции, Дании, Канаде, Мексике, Индии и Соединённых Штатах и 21 ноября 2009 года — в Японии .
В DVD и Blu-ray с фильмом были выпущены 2 марта 2010 года. 2 диска издания Blu-ray включают в себе более 90 минут специальных материалов, в том числе клип Адама Ламберта «Время Чудес» и Digital Copy для PSP, PC, Mac и IPod. Европейская дата релиза на DVD — 26 марта 2010 года, в неё входят те же специальные материалы, что и в североамериканской версии.
На американских Blu-Ray также имеется альтернативная концовка фильма, в которой выясняется, что отец геолога Чиветела Эджиофора и его коллега чудесным образом выжили, когда цунами ударило по океанскому лайнеру «Дженезис», и можно увидеть, что этот корабль заброшен на скалу недалеко от Мыса Доброй Надежды.
Продвижение фильма
Для продвижения фильма был использован интерактивный маркетинг с элементами ARG (Alternate reality game — Игра в альтернативной реальности). После первой демонстрации в кинотеатрах тизерного ролика, в котором цунами обрушивается на Гималаи, в сети появился веб-сайт Института продолжения человеческого рода (Institute for Human Continuity). Если верить сайту, институт создан в 1978 году и его миссия состоит в спасении человечества в «судный день», который запланирован на 2012 год. В частности, публикации сообщают, что в 2004 году учёные IHC подтвердили с вероятностью 94 %, что мир будет разрушен в 2012 году. Также прямо на сайте можно зарегистрироваться для участия в лотерее, гарантирующей «каждому жителю планеты равные шансы на выживание». Лотерею даже рекламировали на канале Discovery.
Сайт вызвал широкий резонанс — на форумах, в социальных сетях и блогах по всему миру обсуждали предстоящую катастрофу. Поддавшись на провокацию, люди писали в американское космическое агентство НАСА множество писем. В результате учёным даже пришлось прокомментировать ситуацию (раздел FAQ сайта NASA) и успокоить взбудораженную публику.
Для продвижения фильма был создан шуточный видеоблог Чарли Фроста, в котором Вуди Харрельсон в образе своего персонажа рассказывает о конце света. В нём также присутствует полная версия ролика, который он по сюжету фильма показал Джексону в фургоне. Блог является вирусной рекламой фильма.

### Кассовые сборы
Общие сборы фильма составили 769 млн долларов.

## Критика
В 2011 году специалисты НАСА признали киноленту «2012» самым антинаучным фильмом за последние годы, содержащим наибольшее количество научных неточностей и откровенных выдумок. Клаудия Пуч из USA Today назвала фильм «матерью всех фильмов-катастроф». Тим Роби из Daily Telegraph дал фильму 2 звезды из 5, заявив, что он был «тусклым и абсурдно масштабным».